# NGO 2.0

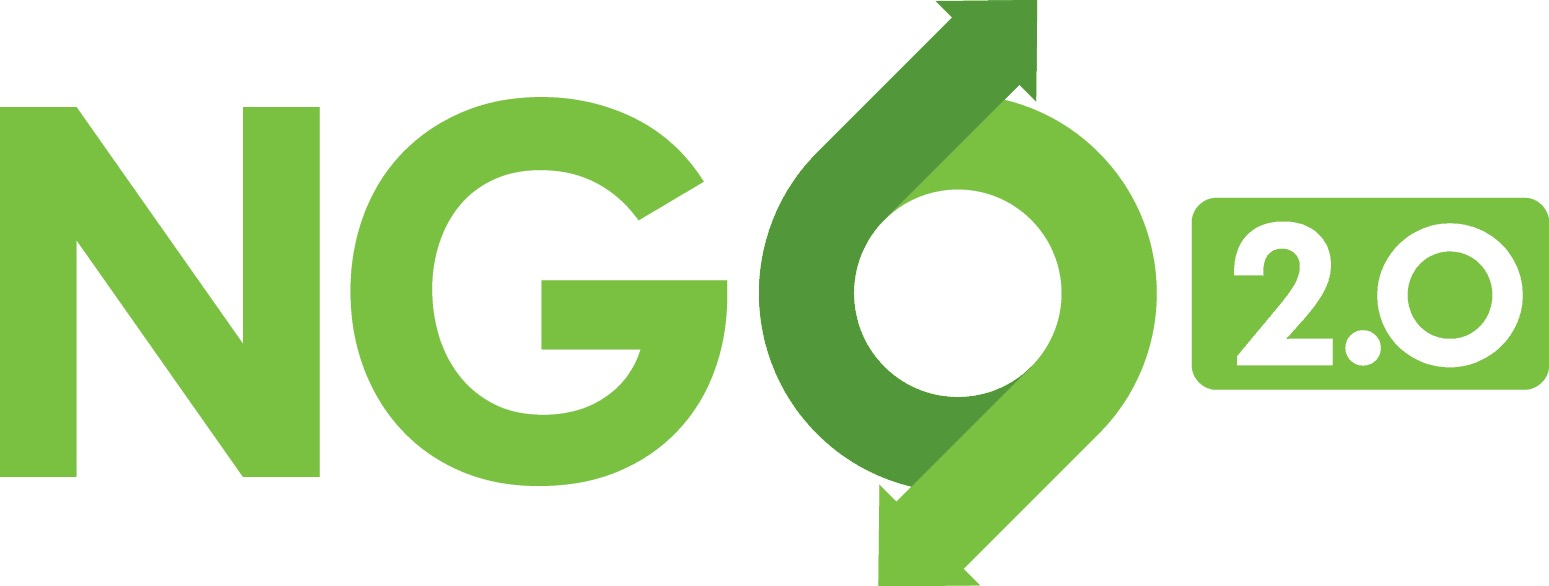
NGO2.0 LOGO

NGO2.0成立于2009年5月，由麻省理工学院新媒体行动实验室和中国科学技术大学知识管理研究所共同发起。2014年在深圳注册为民非，定位为全国型公益支持机构，倡导技术公益（ICT4GOOD)的理念和实践，运用互联网技术和社会化媒体，服务公益行业和社会组织。开发了公益地图平台和公益组织评级数据库，开展新媒体工作坊，编辑2.0公益工具箱，发起中国公益组织互联网使用与传播能力系列调研，同时举办公益创客团，提供众筹指导服务，开设网络公开课.

## 外部連結
- NGO2.0
- 美国麻省理工学院新媒体行动实验室（页面存档备份，存于）